# Javier Magro Matilla
Javier Magro Matilla (Quero, 16 d'agost de 1988) és un futbolista professional castellanomanxec, que ocupa la posició de migcampista. Ha estat internacional amb la selecció espanyola sub-21. Actualment juga a l'Aris Salònica FC.

## Carrera esportiva
Després de passar per les categories inferiors de l'Albacete Balompié passà a les del Vila-real CF. El 2007 va pujar a l'equip B, amb qui aconsegueix un històric ascens a Segona Divisió. El 4 d'abril de 2009 debutà amb el primer equip groguet a la màxima categoria, en partit contra la UD Almería.
El 20 de juny de 2011 diferents mitjans de comunicació informen del seu fitxatge pel Reial Betis per uns 1,2 milions d'euros. L'operació finalment es tancaria per 1,35 milions d'euros.